# Malvatheca
En nomenclatura filogenética, Malvatheca (también conocido como Malbombina) es un clado que corresponde a grandes rasgos con la circunscripción tradicional de las bombacáceas y las malváceas, con ciertas modificaciones en su contenido. Malvatheca comprende aproximadamente 2150 especies distribuidas en 140 géneros. 
Este clado ha sido clasificado de diversos modos según los diferentes sistemas de clasificación: ya sea como una sola familia (Malvaceae), como dos familias separadas (Bombacaceae y Malvaceae), como una familia y parte de otra familia (Malvaceae y Sterculiaceae, respectivamente), como dos subfamilias de una circunscripción amplia de las malváceas (Malvoideae y Bombacoideae), y como elementos de una sola familia (Malvaceae sensu Thorne). Asimismo, algunos de los componentes de este clado se les ha otorgado categoría de familia según algunos taxónomos, bajo los nombres Hibiscaceae, Fugosiaceae, Chiranthodendraceae, Fremontiaceae, Philippodendraceae y Plagianthaceae. Estos dos últimos nombres representan conceptos similares o idénticos, siendo  Philippodendron un sinónimo de Plagianthus. Del mismo modo, Fremontiaceae, es equivalente a Chiranthodendraceae.